# 거북선대교
거북선대교(-船大橋)는 대한민국 전라남도 여수시 동문동과 돌산읍 우두리를 연결하는 교량이다. 이전에는 2012년 여수세계박람회장(현 엑스포해양공원)에서 돌산도로 가려면 돌산대교 쪽으로 돌아서 가야 했기 때문에 박람회 성공 개최를 위해 박람회장과 돌산도를 연결하는 이 교량을 건설하였고, 제2돌산대교라고 불리기도 한다. 엑스포대로와 국도 제17호선이 이 교량을 지나며, 돌산삼거리에서 돌산대교 쪽 길(국도 제77호선)과 거북선대교 쪽 길(국도 제17호선)이 만난다(혹은 나뉜다). 반대쪽(종화동 쪽)에는 자산터널이 있다.